# Koreansk ædelgran
Koreansk ædelgran (Abies koreana) er almindeligvis dyrkede former af et lille, stedsegrønt træ med en lav, kegleagtig vækstform. Det kan nå en højde på ca. 10 m under gunstige forhold. Det er hjemmehørende i de koreanske bjerge og ses almindeligt på planteskoler i Danmark.

## Beskrivelse
Stammen er ret og gennemgående til topskuddet, men træet kan være tilbøjeligt til at miste topskudknoppen. Derfor ser man ofte to- eller flerstammede planter. Hovedgrenene er vandrette. Naturindsamlede frøplanter bliver store høje træer, efter at have været lave og tætte i begyndelsen. Barken er først lysebrun til grålig. Senere bliver den mørkt olivenbrun og glat med lyse barkporer. Knopperne er små og ægformede, lysebrune med hvidt harpikslag. Nålene er korte med et lille indhak i spidsen. Oversiden er kraftigt mørkegrøn, mens undersiden er lys af to hvide bånd langs midterribben. Koglerne er små og oprette, tøndeformede til spidse. Farven er dybblå med hvide harpiksklatter. De helt modne kogler bliver lysebrune, kort før de falder fra hinanden. Frøene er sjældent spiredygtige.
Rodnettet består af kraftige, dybtgående hovedrødder og mange finrødder. Som andre arter af ædelgran har koreansk ædelgran stor modstandskraft mod svampeangreb i veddet.
Højde x bredde og årlig tilvækst: 10 × 4 m (15 × 10 cm/år). Disse mål kan fx anvendes, når arten udplantes.

## Kendetegn
Koreansk ædelgran kan kendes på de blå, oprette kogler.

## Voksested
Koreansk ædelgran vokser tæt på skovgrænsen (1000-1800 m.o.h.) i næringsrig, vulkansk jord. I den nordlige del af Korea vokser der planter, som er tilpasset kølige forhold. Det samme gælder vegetationen på de højere bjerge, f.eks. Coraksan (1.000 m), Chirisan (1.300 m) og Hallasan (1.500 m). Her findes arten sammen med bl.a. Abies nephrolepis (en art af ædelgran), japansk taks, jessogran, kamtjatkabirk, kejsereg, kinesisk ene, korealærk, koreathuja, krybefyr, manchurisk birk, mosebølle, Quercus mongolica (en art af eg), ribbet birk og Syringa dilatata (en art af syren)

## Galleri
|  |  |  |
|  |  |  |

| Portal | Portal:Botanik |

## Note
1. ↑  Navnet er sammensat af latin: abies = "gran" + det latiniserede navn på landet Korea, heraf koreana = "fra Korea"
2. ↑  Asianinfo: Korean Wildlife (engelsk)